# Omar Ba
Omar Ba (* 8. April 1972 in Pikine) ist ein ehemaliger senegalesischer Basketballspieler. Ba besitzt seit 2003 auch die deutsche Staatsangehörigkeit.

## Biographie
Ba wurde als Sohn eines Schulrektors im Senegal geboren. 1996 emigrierte er nach Deutschland, ursprünglich, um dort Politikwissenschaft zu studieren. 2007 war er das Ziel rassistischer Bedrohungen, die zu ergebnislosen Ermittlungen wegen Volksverhetzung und Sachbeschädigung führten.

### Vereinskarriere
Nachdem Omar Ba mit dem TSV Lesum 2001 in die 2. Basketball-Bundesliga aufgestiegen war, spielte Ba unter anderem für den Ligakonkurrenten RW Cuxhaven sowie in Frankreich. Zur Saison 2004/05 kehrte Ba, der 2003 auch die deutsche Staatsangehörigkeit erworben hatte, nach Bremen zurück und spielte für den Lesumer Nachfolgeverein Bremen Roosters noch zwei Spielzeiten in der 2. Bundesliga. Gemeinsam mit dem damaligen Bremer Fußballprofi und Hobby-Basketballspieler Patrick Owomoyela wurde Ba im November 2006 mit dem Udo-Lindenberg-Preis für ihr Engagement gegen Fremdenfeindlichkeit ausgezeichnet. Anschließend war Ba unterklassig für die SG Oslebshausen, den Vegesacker TV und die BTS Neustadt bis 2013 aktiv.

### Nationalmannschaft
Mit der senegalesischen Nationalmannschaft nahm Omar Ba an der WM-Endrunde 1998 teil, bei der die einzige afrikanische Turniermannschaft den 15. und vorletzten Platz belegte.